# ريما نواوي
ريما محمد هاشم نواوي (1984 - 1 كانون الأول 2011) فتاة سعودية ولدت عام 1984م بمدينة مكة المكرمة، المملكة العربية السعودية، وتوفيت في شهر ديسمبر عام 2011م بعد إصابتها بمرض السرطان الّذي استمرّت معاناتها معه لـ10 سنوات تخلّلت أطوارًا مختلفة من العلاج، أحدثت وفاتها هزّة عميقة في المجتمع العام إذ أنّها كانت مصدر أمل وحياة وتفاؤل للنّاس عامّة ولمن أُصيبوا بالأمراض المستعصية خاصّة، من خلال رسوماتها المعبّرة وتدويناتها المرحة والمتفائلة حول مرضها .

## حياتها
تخرجت من الكلية الصحية بمكة المكرمة عام 2009م، وعملت بمستشفى النور بمكة المكرمة لمدة عام، ثم انتقلت للعمل بمستشفى الملك عبد العزيز للعمل كمساعدة للطبيب محمد هاشم نواوي (والدها)،

## تاريخها المرضي
-في عام 2002م تم تشخيصها بمستشفى الملك فيصل التخصصي وعمرها 18 سنة بمرض سرطان المبيض (الميوسيني) المتكرر والذي كان في مرحلته الأولى Stage 1-C في الجهة اليمنى وتم عمل استئصال كامل للمبيض.

-في عام 2005م تم استئصال المبيض الأيسر بعد تشخيصه بنفس المرض الذي كان بالمبيض الأيمن، بعد ذلك تلقّت 6 دورات من العلاج الهرموني (Taxol & Carboplatin).

-في شهر مارس 2009م تكرر ظهور السرطان مرة أخرى لكن مع انتقاله للرئة، وتم عمل خزعة للرئة واكتشف أن مصدر الخلايا السرطانية هو المبيض، وبعد ذلك فشلت 3 مراحل للعلاج الكيميائي من (Taxol & Carboplatin) و (Caelyx و Etopside).

-في شهر مارس 2010م تم عمل أشعة مقطعية لرئتيها وتم اكتشاف توسع الخلايا السرطانية برئتها اليسرى، وتم إعطائها مرحلة من العلاج الإشعاعي المخفف للألم انتهت في شهر أبريل 2010م.

## رحلة العلاج الأولى إلى الصين
سافرت ريما برفقة أخويها أمجد وتهاني إلى الصين على حسابها الشخصي بعد إخبارها بوجود علاج تجميدي جراحي (Cryosurgery) بمستشفى فودا [الإنجليزية] بمدينة جوانزو بالصين لعلاج الأورام، وتم اكتشاف عدم فاعلية رئتها اليسرى وضعف عمل رئتها اليمنى بشكل كبير، فتم عمل زراعة بذور إشعاعية في رئتها اليسرى وفي المبيضين الأيمن والأيسر وتم تجميد جزء بسيط من الخلايا السرطانية في رئتها اليسرى لصعوبة التجميد الكامل للرئة وذلك لكبر حجم الورم السرطاني وتوغله في الأحشاء، وتم إعطاؤها مرحلة جديدة من العلاج الكيماوي بتقنية النانو بالإضافة للعلاج المناعي، وعادت لموطنها مكة في 8 أغسطس 2011م الموافق 28 رمضان 1432هـ.

## رحلة العلاج الثانية إلى الصين
عادت ريما إلى الصين في يوم 8 ذو الحجة من عام 1432هـ لإعادة الأشعة المقطعية وتم اكتشاف وصول الورم للقلب وعظام العمود الفقري بعد عمل الأشعة المقطعية، وأخذ المرحلة الثانية من العلاج الإشعاعي والكيماوي ثم عادت لمكة في 25 نوفمبر عام 2011م.

## وفاتها
توفيت ريما يوم الخميس 1 ديسمبر الساعة 10:55 مساءً بمدينة الملك عبد الله الطبية بمكة المكرمة إثر صعوبة التنفس التي كانت تواجهها بعد انتشار الخلايا السرطانية في رئتيها، وتمت الصلاة عليها في الحرم المكي الشريف بعد فجر الجمعة الموافق 2 ديسمبر عام 2011 وتم دفنها بمقبرة المعلاة رحمها الله .